# Lynn Jennings
Lynn Jennings (* 1. Juli 1960 in Princeton, New Jersey) ist eine US-amerikanische Langstreckenläuferin, die dreimal Weltmeisterin im Crosslauf wurde und 1992 eine olympische Bronzemedaille gewann.
Sie war in ihrer Jugend recht erfolgreich im Mittelstreckenlauf. Inspiriert durch den Olympiasieg ihrer einstigen Trainingskollegin Joan Benoit beim Marathonlauf der Olympischen Spiele 1984 in Los Angeles entschied sie sich, ihre zwischenzeitlich aufgegebenen sportlichen Ambitionen wieder aufzunehmen.
Der Erfolg stellte sich schnell ein, als sie 1985 den ersten von insgesamt neun Titeln bei den nationalen Crosslauf-Meisterschaften errang. Jennings stellte mehrere US-Rekorde auf, darunter 1990 mit 31:06 min einen immer noch aktuellen im 10-km-Straßenlauf. Sie qualifizierte sich für die Olympischen Spiele 1988 in Seoul und wurde dort Sechste über 10.000 Meter. Von 1990 bis 1992 gewann sie dreimal in Folge bei den Crosslauf-Weltmeisterschaften.
Bei den Olympischen Spielen 1992 in Barcelona feierte sie einen weiteren Erfolg. Sie gewann die Bronzemedaille in 31:19,89 min im 10.000-Meter-Lauf hinter Derartu Tulu (ETH) und Elana Meyer (RSA). Auch diese Zeit war ein US-Rekord, der erst zehn Jahre später von Deena Kastor gebrochen wurde.
Beim Boston-Marathon war sie 1978 inoffiziell (da sie als 17-Jährige noch nicht starten durfte) mitgelaufen. Mit ihrer Zeit von 2:46 h wäre sie damals Dritte geworden. 21 Jahre später lief sie zum Abschluss ihrer Läuferkarriere an gleicher Stelle ihren ersten offiziellen Marathon und wurde in 2:38:37 h Zwölfte.
Lynn Jennings ist 1,65 m groß und wog zu Wettkampfzeiten 50 kg.